# Winged Victory
Winged Victory (bra: Encontro nos Céus) é um filme de drama estadunidense dirigido por George Cukor. Baseado na peça homônima de 1943 de Moss Hart, que também escreveu o roteiro, o filme foi lançado em 22 de dezembro de 1944 pela 20th Century Fox.

## Elenco
- Lon McCalliste como Frankie Davis
- Jeanne Crain como Helen
- Edmond O'Brien como Irving Miller
- Jane Ball como Jane Preston
- Mark Daniels como Alan Ross
- Jo-Carroll Dennison como Dorothy Ross
- Don Taylor como Danny "Pinky" Scariano
- Judy Holliday como Ruth Miller
- Lee J. Cobb como Doutor
- Peter Lind Hayes como O'Brien
- Alan Baxter como Major Halper
- Red Buttons como "Whitey"/Andrews Sisters
- Barry Nelson como Bobby Crills
- Rune Hultman como Dave Anderson
- Gary Merrill como Capitão McIntyre
- George Reeves como Tenente Thompson